# Corcoué-sur-Logne
Corcoué-sur-Logne település Franciaországban, Loire-Atlantique megyében. Lakosainak száma 3209 fő (2022. január 1.). Corcoué-sur-Logne Legé, La Limouzinière, Saint-Colomban, Saint-Étienne-de-Mer-Morte, Touvois, Rocheservière és Saint-Philbert-de-Bouaine községekkel határos.

## Népesség
A település népességének változása:
| Lakosok száma | 1029 | 1918 | 1959 | 2306 | 2718 | 2825 | 2927 | 3022 | 3074 | 3209 |
|               | 1968 | 1982 | 1990 | 2006 | 2013 | 2015 | 2017 | 2019 | 2020 | 2022 |